# Referéndum sobre la adhesión de Croacia a la Unión Europea
El 22 de enero de 2012 se celebró un referéndum sobre la adhesión de Croacia a la Unión Europea. Croacia terminó las negociaciones de los términos de acceso a la UE el 30 de junio de 2011 y firmó un tratado de acceso el 9 de diciembre de 2011 con el fin de convertir a Croacia en el 28.º Estado miembro de la Unión Europea. La Constitución de Croacia exige un referéndum vinculante sobre la pertenencia de Croacia a cualquier organización política que reduzca su soberanía nacional. Por tanto, el 23 de diciembre de 2011 el Parlamento croata tomó una decisión preliminar respecto al acceso a la UE y convocó un referéndum el 22 de enero. Este referéndum fue el primer referéndum convocado en Croacia desde el referéndum sobre la independencia de Croacia en 1991.
El referéndum se aprobó con un 66,27% de los votos a favor de la adhesión a la UE y el 33,13% en contra, con 0,60% votos nulos o en blanco y se aprobó en todos los condados. El mayor apoyo vino de los condados de Međimurje y Brod-Posavina, y el menor apoyo se registró en Dubrovnik-Neretva. La participación fue del 43,51%, siendo mayor en Zagreb y Varaždin. Dado que el referéndum fue vinculante, el 9 de marzo de 2012 el Parlamento croata ratificó el tratado de accesso.
- Datos: Q1259139
- Multimedia: 2012 Croatian European Union membership referendum / Q1259139